# Jabelscher See
Jabelscher See är en insjö i det nordtyska förbundslandet Mecklenburg-Vorpommern. Sjön är belägen öster och söder om orten Jabel (10 kilometer väster om Waren) i distriktet Mecklenburgische Seenplatte. 
Sjön Jabelscher See avvattnas till sjön Kölpinsee, som ligger olika kilometer söder om sjön. 